# Arnhemse villamoord
De Arnhemse villamoord op 2 september 1998 betreft een roofmoord op de 63-jarige Geke van 't Leven-de Goede in haar villa aan de Apeldoornseweg in Arnhem. De bewoonster werd door het hoofd geschoten. Een 33-jarige vriendin die op bezoek was, liep een hoofdwond op, vermoedelijk door een schampschot. Negen mannen werden voor de moord veroordeeld. In de media en de wetenschap is de schuld van de veroordeelden echter in twijfel getrokken, nadat uit opnames van de verhoren was gebleken dat zij onder grote druk van de recherche misschien valse verklaringen hadden afgelegd.

## De moord
Op de avond van 2 september 1998 was de 63-jarige Geke van 't Leven-de Goede alleen thuis in haar villa aan de Apeldoornseweg. Een 33-jarige vriendin van haar kwam rond 19.45 uur aan bij de villa om een jas op te halen die zij voor haar had gemaakt. De bezoekster belde aan bij de voordeur, maar niemand deed open. Hierna liep ze naar de achterkant van de villa, waar ze een trap opliep en via de achterdeur de villa betrad. In de woning trof ze de bewoonster aan, die op dat moment werd overvallen door een man met een vuurwapen. De overvaller sommeerde hen op het bed in de slaapkamer te gaan liggen. Eenmaal daar loste hij twee schoten, op beide vrouwen een. Geke van 't Leven werd in het hoofd geraakt en overleed ter plekke. De bezoekster liep een hoofdwond op door een schampschot, maar overleefde door te doen alsof ze dood was. Nadat de dader de villa had verlaten, belde zij een vriend en vervolgens haar broer, omdat ze zich het alarmnummer niet kon herinneren.

## Onderzoek
De ontvreemde buit was gering: een portemonnee, een paar bankpasjes en een armband. Het gebruikte moordwapen werd nooit gevonden, maar door twee kogels van 7,65 mm die op de plaats delict werden aangetroffen kon worden vastgesteld dat dit waarschijnlijk een FN Browning 1922 geweest is. Bloedsporen en vingerafdrukken die in de villa werden aangetroffen leverden geen match op (ook met geen van de uiteindelijk veroordeelden).
Een getuige had vóór de overval een blauwe Volkswagen Golf gezien bij de villa. Een andere getuige was op het tijdstip van de overval zijn hond aan het uitlaten op het wandelpad achter de bewuste villa, waar hij een van de schoten hoorde.
Uit de getuigenverklaring van de bezoekster bleek dat zij slechts één overvaller had gezien. Na een tip van een geheime informant kwam de recherche echter op het spoor van een aantal verdachten binnen het Arnhemse drugscircuit. Uiteindelijk werd ongeveer een half jaar na de moord een negental verdachten gearresteerd die de overval samen zouden hebben gepleegd. Een tiende verdachte, die de schutter zou zijn geweest, bevond zich echter in Duitsland. Een verzoek tot uitlevering werd niet ingewilligd, nadat Duitse autoriteiten de zaak hadden onderzocht en concludeerden dat er te weinig bewijs was in de zaak om tot vervolging over te gaan.
De bekentenis van een van de verdachten was doorslaggevend voor de arrestatie van de groep en het scenario van de roofoverval dat de politie zou hanteren. Bij gebrek aan forensisch bewijs dat aan de verdachten gekoppeld kon worden, moest de politie het vooral doen met bekentenissen en getuigenissen. De verdachten werden daarom stevig verhoord, wat vaak werd opgenomen. Dit heeft uiteindelijk zo'n 160 videobanden aan verhoren opgeleverd. Deze opnames speelden later een cruciale rol in nader onderzoek over de manier van verhoren in het politieonderzoek en het ontstaan van de bekentenis.

## Veroordelingen
De negen verdachten werden op 29 december 1999 door de rechtbank schuldig bevonden voor gekwalificeerde diefstal met de dood ten gevolg. Zij werden hiervoor veroordeeld tot gevangenisstraffen van twee tot tien jaar. Acht van de negen veroordeelden gingen in hoger beroep. De veroordeelde op wiens bekentenis de straffen rustten, ging als enige niet in hoger beroep. Vóór de uitspraak in hoger beroep pleegde een van de veroordeelden zelfmoord in zijn cel. In een achtergelaten briefje verklaarde hij onschuldig te zijn aan het misdrijf. Op 12 december 2000 werden de verdachten wederom veroordeeld door het gerechtshof. Velen kregen zelfs zwaardere straffen, variërend van vijf tot twaalf jaar gevangenisstraf. Een verdachte ging vervolgens in cassatie met advocaat Gerard Spong. De Hoge Raad liet het oordeel van het gerechtshof in stand. Alle acht van de resterende veroordeelden zaten hun straf uit.
Voor de bewijsvoering werd voornamelijk gebruik gemaakt van de bekentenissen van een van de veroordeelden, welke steun zouden vinden in andere bewijsmiddelen. De rechters achtten bewezenverklaard dat de roofmoord op de villa door de mannen was gepland en uitgevoerd. De veroordeelden zouden op 2 september 1998 in drie verschillende voertuigen naar de villa op de Apeldoornseweg zijn gereden. Vijf van de mannen waren vervolgens richting de villa gelopen, waarna één of meer van deze vijf zich naar binnen begaf. Een van deze mannen zou in de woning de bewoonster hebben bedreigd met een vuurwapen, en haar om geld hebben gevraagd. Hierna kwam de bezoekster plotseling binnengelopen. De vrouwen werden vervolgens gesommeerd om op het bed te gaan liggen, waarop zij beiden op het hoofd beschoten werden.

## BoekGerede Twijfel(2014)
In januari 2014 werd het boek Arnhemse villamoord, valse bekentenissen gepubliceerd. Dit werd geschreven door socioloog en rechtspsycholoog Han Israëls en vier studenten van de universiteit van Maastricht in het kader van het Project Gerede Twijfel, dat mogelijke gerechtelijke dwalingen onderzoekt. Volgens het onderzoek zouden de veroordelingen in de zaak zijn gebaseerd op een valse bekentenis. Rechercheurs zouden grote druk op de verdachten hebben uitgeoefend en suggestieve vragen hebben gesteld, waardoor verdachten tot daderkennis geleid werden. Enkele malen werd daderkennis zelfs voorgezegd, dit gebeurde bijvoorbeeld met de waargenomen blauwe Volkswagen Golf. Ook was er veel kritiek op de discrepanties tussen de verhooropnames en de processen-verbaal.
Het boek zorgde vlak na publicatie voor controverse door te suggereren dat de toen aanwezige vriendin van het slachtoffer meer zou weten, en wellicht zelf niet eens werkelijk beschoten zou zijn en zelf de moord zou kunnen hebben gepleegd. Hierop nam de uitgever het boek binnen een week na verschijnen tijdelijk uit de handel op instigatie van de projectleider en hoogleraar rechtspsychologie Peter van Koppen, die de supervisie had over het Project Gerede Twijfel. Het laatste hoofdstuk met daarin de speculatieve veronderstellingen kreeg hij pas na verschijning van het boek onder ogen. Het boek was zonder zijn toestemming uitgegeven en zowel de nabestaanden als de nu beschuldigde getuige waren niet van tevoren ingelicht. Na een gesprek tussen Van Koppen en Israëls kreeg de getuige van de roofmoord op 5 februari een aanbod per e-mail om (binnen vier weken) een nawoord te schrijven dat ongecensureerd zou worden opgenomen in een volgende editie van het boek. Israëls bleef achter zijn conclusie staan dat de verkeerde mannen zijn veroordeeld en dat de zaak een herziening verdiende, omdat uit het dossier zelfs niet gebleken is op grond waarvan de negen veroordeelden tot verdachten werden. Deze conclusie werd ook niet door Van Koppen bestreden.

## Herzieningsverzoeken

### Eerste herzieningsverzoek
De onderzoekers van de universiteit van Maastricht concludeerden in het boek ook dat er in de zaak in juridisch-technische zin geen sprake was van een zogenaamd nieuw feit, een novum, op grond waarvan de zaak volgens de wet heropend kon worden, want de bronnen en feiten in hun onderzoek waren dezelfde die de toenmalige rechters ter beschikking stonden en op grond waarvan de veroordelingen tot stand waren gekomen. De onderzoekers wezen toch op de mogelijkheid van een herzieningsverzoek, omdat zij zelf gerede twijfel hadden aan het daderschap van de veroordeelden in deze zaak en omdat de recente wettelijke verruiming van de herzieningsregeling zou kunnen leiden tot nieuw onderzoek bij de Hoge Raad.
Op 18 september 2018 presenteerde de Adviescommissie afgesloten strafzaken een rapport waarin staat dat de veroordelingen "potentieel onveilig" waren. Volgens de onderzoekscommissie had de recherche grove fouten gemaakt, waardoor mogelijk valse bekentenissen waren afgelegd. De Hoge Raad wilde aanvullend onderzoek naar een aantal DNA-sporen, waarna zou worden bepaald of de zaak opnieuw behandeld moest worden. Op 16 december 2019 werd dit aanvullende onderzoek door de advocaat-generaal gesloten. Na de sluiting van het aanvullende onderzoek werd een herzieningsverzoek ingediend door advocaat Paul Acda. Op 2 februari 2021 maakte de advocaat-generaal bekend aan de Hoge Raad een negatief advies te geven over het herzieningsverzoek, omdat er geen sprake zou zijn van een novum. De Hoge Raad ging hier in mee en oordeelde vervolgens op 20 april 2021 dat de herzieningsaanvraag ongegrond was.
Op 21 mei 2021 berichtte de Volkskrant dat de Adviescommissie afgesloten strafzaken de beslissing van de Hoge Raad in ongekend harde bewoordingen veroordeelde. De Hoge Raad had het herzieningsverzoek te gemakkelijk afgewezen. Dit kwam het vertrouwen van de burger in de rechtspraak niet ten goede, aldus de adviescommissie, die sprak van "juridische fijnslijperij".

### Tweede herzieningsverzoek
In augustus 2021 rees een sterkere verdenking dat de veroordelingen in de zaak konden berusten op onwettig politieonderzoek. De leider daarvan zou destijds onder meer meineed en valsheid in geschrifte hebben gepleegd. Hij zou voor het Gerechtshof onder ede hebben gelogen dat zijn team rond januari 1999 "toevallig op de groep stuitte". In werkelijkheid zou het onderzoek echter hebben berust op inlichtingen, al kort na de moord, van een drugsagent die zijn – drugsverslaafde – informanten zou hebben betaald voor informatie. Advocaat Paul Acda diende namens zes veroordeelden die strijden voor eerherstel een tweede herzieningsverzoek in om de zaak heropend te krijgen.

## De Villamoord(documentaireserie)
In januari 2020 zond de NPO de documentaire De Villamoord van de KRO-NCRV uit, bestaande uit drie afleveringen. Paul Acda, advocaat van enkele veroordeelden, en Han Israëls, auteur van De Arnhemse villamoord, valse bekentenissen, komen veelvuldig in de serie voor. Daarnaast bevat de serie interviews met verschillende veroordeelden, rechercheurs, getuigen en nabestaanden van de zaak. Naar aanleiding van verdere bevindingen en tips die de producenten na de uitzendingen van het eerste seizoen binnenkregen werd een tweede reeks van drie afleveringen geproduceerd, die in 2021 werd uitgezonden.

### Afleveringen

#### Seizoen 1 (2020)
| Aflevering | Datum           | Titel                |
| ---------- | --------------- | -------------------- |
| 1          | 15 januari 2020 | De bekentenis        |
| 2          | 16 januari 2020 | De geheime informant |
| 3          | 17 januari 2020 | Het schampschot      |

#### Seizoen 2 (2021)
| Aflevering | Datum             | Titel                |
| ---------- | ----------------- | -------------------- |
| 1          | 30 augustus 2021  | De leeuw en de hyena |
| 2          | 6 september 2021  | De prooi             |
| 3          | 13 september 2021 | De hinderlaag        |